# (4467) Kaidanovskij
(4467) Kaidanovskij es un asteroide perteneciente al cinturón de asteroides, descubierto el 2 de noviembre de 1975 por Tamara Mijáilovna Smirnova desde el Observatorio Astrofísico de Crimea (República de Crimea).

## Designación y nombre
Designado provisionalmente como 1975 VN2. Fue nombrado Kaidanovskij en honor al astrónomo soviético ruso Naum Lvóvich Kajdanovskij.